# Virginia Slims of Chicago 1984
Il Virginia Slims of Chicago 1984 è stato un torneo femminile di tennis giocato sul sintetico indoor. È stata la 13ª edizione del torneo, che fa parte del Virginia Slims World Championship Series 1984. Si è giocato nell'UIC Pavilion di Chicago negli USA, dal 6 al 12 febbraio 1984.

## Campionesse

### Singolare
Pam Shriver ha battuto in finale  Barbara Potter con il punteggio di 7–6, 2–6, 6–3

### Doppio
Billie Jean King /  Sharon Walsh hanno battuto in finale  Barbara Potter /  Pam Shriver con il punteggio di 5–7, 6–3, 6–3